# Sääre (Torgu)
Sääre – wieś w Estonii, w prowincji Sarema, w gminie Torgu. Na południe od wsi znajduje się zbudowana w 1960 roku latarnia morska Sõrve. Ma wysokość 52 metrów i należy do najwyższych w Estonii.